# Glaciar Briksdal
El glaciar Briksdal (en noruego: Briksdalsbreen) es uno de los brazos más accesibles y conocidos del glaciar Jostedal. El glaciar Briksdal se encuentra en el municipio de Stryn en el condado de Vestland, Noruega. El glaciar se halla en el lado norte del glaciar Jostedal, a unos Briksdalen (el valle de Briks) que se encuentra al final del valle Oldedalen, a unos 25 km al sur del pueblo de Olden. Se encuentra dentro del parque nacional Jostedalsbreen. El glaciar Briksdal termina en un pequeño lago glacial, Briksdalsbrevatnet, que se encuentra a 346 metros sobre el nivel del mar.
El tamaño del glaciar Briksdal no solo depende de la temperatura, sino que también se ve fuertemente afectado por la precipitación. Las mediciones desde 1900 muestran pequeños cambios en las primeras décadas, con avances en el frente del glaciar en 1910 y 1929. En el período de 1934 a 1951, el glaciar retrocedió 800 metros, exponiendo el lago. En el período de 1967 a 1997, el glaciar se expandió 465 metros y cubrió todo el lago, con el frente del glaciar terminando en la desembocadura del lago. El glaciar atrajo la atención internacional en la década de 1990, ya que estaba creciendo en un momento en que otros glaciares europeos estaban en declive.
Después del año 2000, el glaciar volvió a retroceder. En 2004 había retrocedido a 230 metros detrás de la desembocadura del lago y en 2007 el frente del glaciar estaba en tierra firme detrás del lago. En este sentido, su posición se aproximó a la situación de la década de 1960. Sin embargo, los expertos especulan que el tamaño del glaciar fue el más pequeño desde el siglo XIII.
En 2008, el frente del glaciar solo había retrocedido 12 metros desde la medición de 2007. El derretimiento más lento se explica porque el glaciar está completamente en tierra firme. El invierno de 2007–2008 vio un aumento en la masa del glaciar, que se esperaba que moviera el frente del glaciar hacia adelante alrededor de 2010. Esto se confirmó en el otoño de 2010, cuando las mediciones mostraron que el glaciar había avanzado 8 metros durante el último año
Dado que en el invierno de 2009-2010 hubo poca nieve y la temperatura del verano de 2010 estuvo entre 2,5 y 3 grados por encima del promedio, el profesor Atle Nesje predijo que en 2013 se observaría un mayor retroceso. Como el glaciar Briksdal ahora es muy estrecho en algunos tramos, es posible que se desconecte temporalmente del glaciar Jostedal.

## Galería

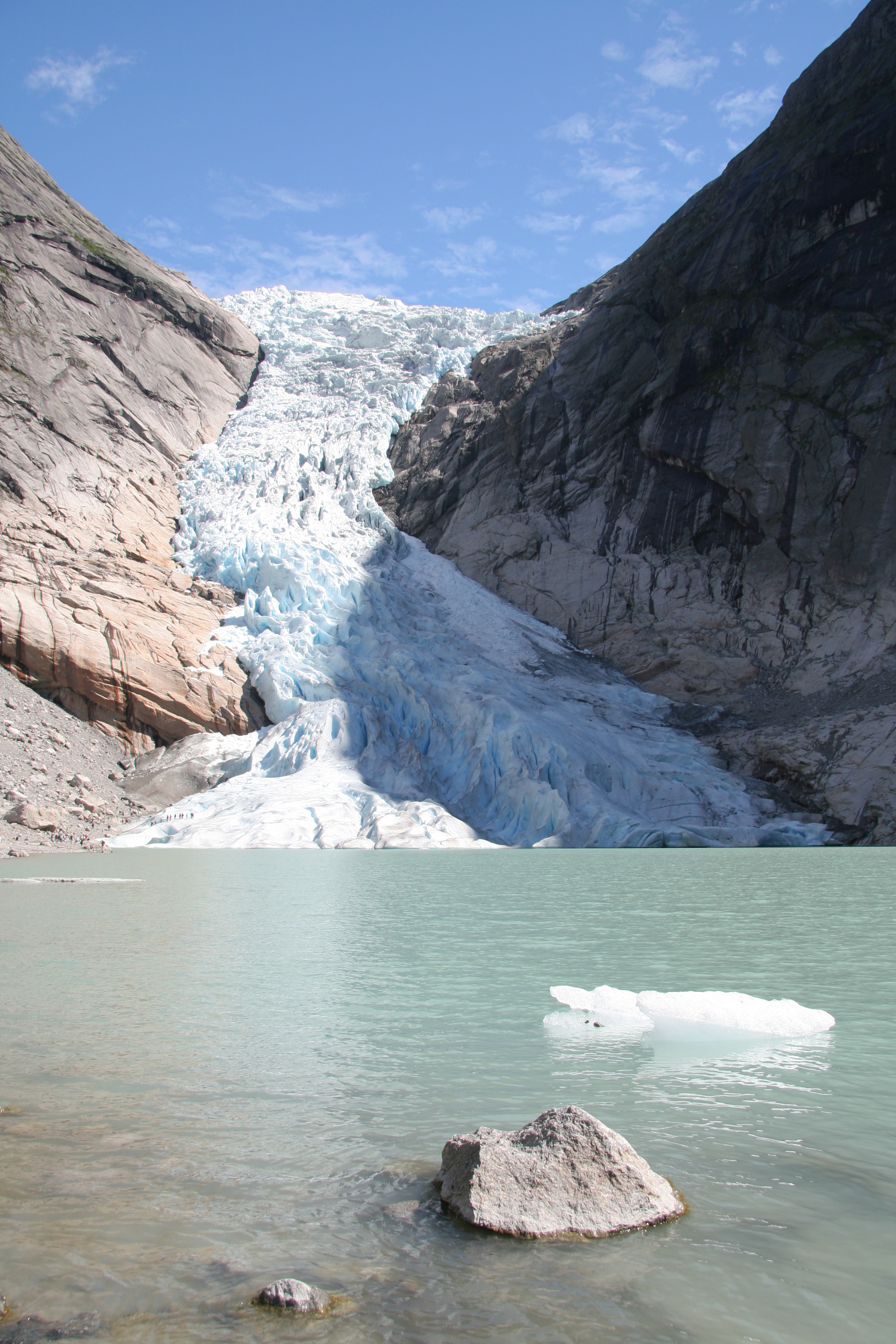
El glaciar visto desde el lago en 2006
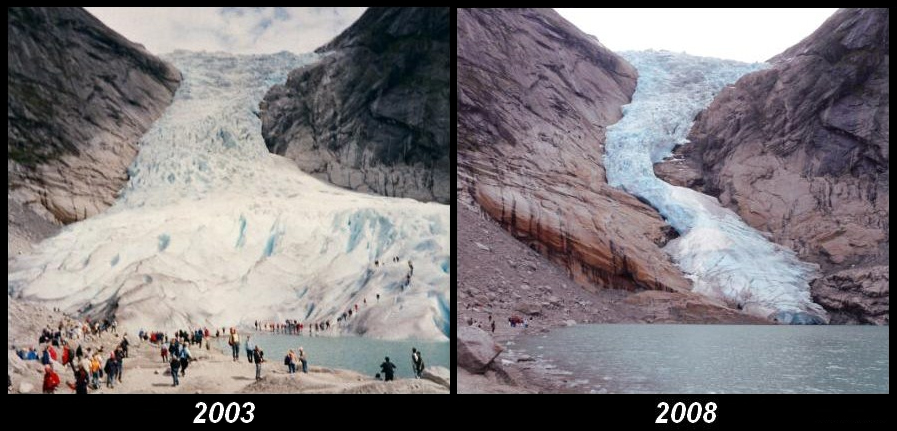
Comparación entre 2003 y 2008